# Sahlkamp
Sahlkamp ([zaːlkamp] ⓘ) ist ein Stadtteil im Nordosten der niedersächsischen Landeshauptstadt Hannover und gehört zum Stadtbezirk Bothfeld-Vahrenheide.

## Geschichte
Der Stadtteil Sahlkamp wurde erst im Laufe des 20. Jahrhunderts bebaut und war vorher eine flache unbesiedelte Heidelandschaft nördlich vor Hannover. Mitte des 19. Jahrhunderts wurden Teile dieser Landschaft den Bothfelder bzw. Klein-Buchholzer Bauern zugeteilt. Auch das Militär nutzte das Gelände zu Übungszwecken. Zunächst als Exerziergelände später als Truppenübungsplatz. Einige Jahre später schuf die Reichswehr hier einen Flugplatz, aus dem nach dem Ersten Weltkrieg der Flughafen Hannover-Vahrenwald entstand. Um 1910 wurde im Bereich der heutigen Leipziger und Dresdener Straße im Nachbarstadtteil Vahrenheide ein Zeppelinbahnhof als Standort von etwa zehn Heeresluftschiffen errichtet. Die Zeppelinhallen wurde 1917 wieder abgebaut, ihre Steine u. a. beim Bau der Kleingartenkolonie des heutigen Vereins List e. V. recycelt. Die in den späten 1960er Jahren abgerissene Kolonie Zeppelin erinnerte noch Jahre daran.
Ab den 1920er Jahren gründeten sich entlang des Mittellandkanals und an den Holzwiesen Kleingartenkolonien und es entstanden die ersten Wohnhäuser im heutigen Märchenviertel. In den 1950er und 1960er Jahren kamen Einfamilienhausgebiete hinzu. Teilweise wurden die Kleingartenkolonien abgerissen, so die Kolonie Zeppelin und die Kolonie Heidegrün, und mit Einfamilien- und Reihenhäusern bebaut. Als eigenständiger Stadtteil entstand Sahlkamp in den frühen 1960er Jahren. Sahlkamp grenzt an die Stadtteile Isernhagen-Süd, die List, Bothfeld und Vahrenheide. Seit den 1970er Jahren gibt es an den Straßen Hägewiesen und Ada-Lessing-Straße, bis 31. August 2021 General-Wever-Straße, Hochhäuser. Durch eine hohe Anzahl von Sozialwohnungen südlich der Kugelfangtrift ist dort ein sozialer Brennpunkt entstanden. 2023 waren ca. 45 Prozent der Bewohner auf Transferleistungen angewiesen. Der Migrantenanteil war überdurchschnittlich hoch. Im Stadtteil lebten Ende 2022 14.363 Menschen (7.314 Frauen und 7.049 Männer).
Die militärische Nutzung der Freiherr-von-Fritsch-Kaserne an der General-Wever-Straße wurde Mitte des Jahres 2001 aufgegeben. Das Gelände wurde 2020 einer städtebaulich Nachnutzung zugeführt, die Baumaßnahmen zur Errichtung des Wohngebietes Gartenstadt-Nord haben 2021 begonnen. Direkt an der General-Wever-Straße soll es Raum für einen Supermarkt, Flächen für Büros und Praxen und gegebenenfalls einige Kleingewerbe geben. Auf dem restlichen Gelände sollen Einzel-, Reihen- und Doppelhäuser sowie Geschossbauten entstehen. Es sind insgesamt 775 Wohneinheiten geplant.

## Verkehr
Sahlkamp wird von der Stadtbahnlinie 2 der ÜSTRA bedient. Die Haltestelle Bahnstrift liegt etwa in der Mitte des Stadtteils.
| Linie | Verlauf | Takt |
| ----- | --- | --- |
| 2     | Alte Heide – Bahnstrift – Vahrenheider Markt – Büttnerstraße – Niedersachsenring – Hauptbahnhof – Kröpcke – Aegidientorplatz – Altenbekener Damm – Peiner Straße – Bothmerstraße – Laatzen/Eichstraße (Bahnhof) – Laatzen/aquaLaatzium – Laatzen/Ginsterweg – Rethen – Gleidingen | 10 min (Alte Heide–Peiner Str werktags) 20 min (Peiner Str–Gleidingen werktags) 15 min (sonn-/feiertags) |

## Landschaftsschutzgebiet

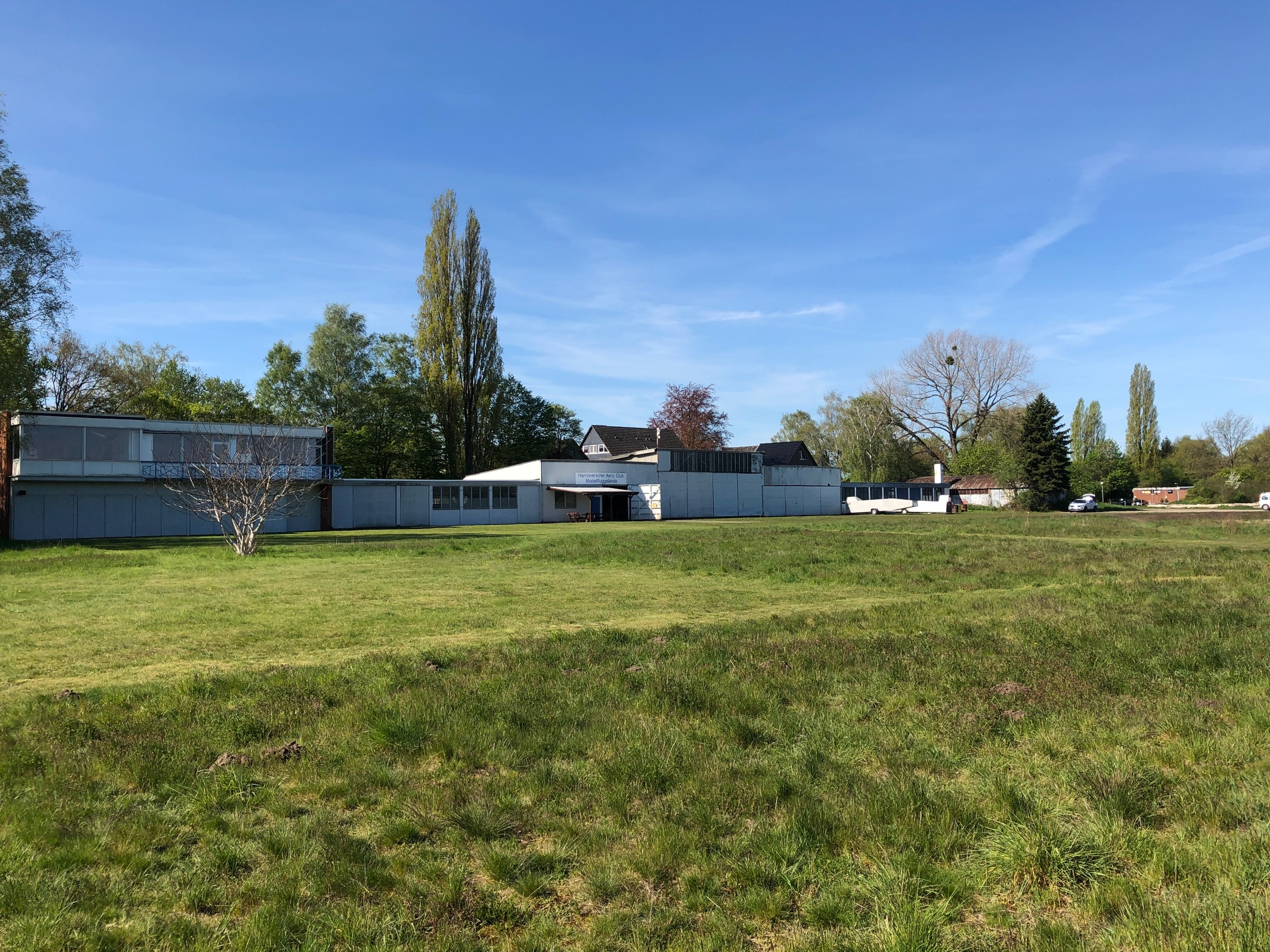
Die Gebäude des Hannoverscher Aero-Club e. V.

Im nördlichen Bereich bis an die Bundesautobahn 2 befindet sich das ca. 60 Hektar große Landschaftsschutzgebiet „Kugelfangtrift / Segelfluggelände“ (LSG-HS 16). Innerhalb dieses  Landschaftsschutzgebietes befinden sich auf mehreren Flächen nach § 30 Bundesnaturschutzgesetz sieben besonders geschützte Biotope. Das Gebiet entstand in den 1980er Jahren auf den Flächen eines Truppenübungsplatzes der ehemaligen Freiherr-von-Fritsch-Kaserne und dem ehemaligen Segelflugfeld des Hannoverschen Aero-Club e. V., der dort noch seine Gebäude besitzt und Modellflug veranstaltet. Das Gelände wird vom Tintengraben durchzogen, der in großen Teilen verrohrt vom  Stadtteil List kommend  nach Langenhagen als Flussgraben führt und schließlich in die Wietze mündet. Vom Landschaftsschutzgebiet führt eine Brücke für Fußgänger und Fahrradfahrer über die A 2 zum Silbersee.